# ژولین تورما
ژولین تورما (به فرانسوی: Julien Torma) نویسنده، دراماتورژ و شاعر قرن بیستم میلادی اهل فرانسه است.